# Lachie Turner
Lachie Turner (ur. 11 maja 1987 w Sydney) – australijski rugbysta występujący na pozycji skrzydłowego ataku w zespole Reds, reprezentant kraju, zdobywca brązowego medalu podczas Pucharu Świata w Rugby 2011, mistrz świata U-19 z 2006 roku oraz srebrny medalista igrzysk Wspólnoty Narodów.

## Młodość
Trenował w juniorskich klubach Beecroft Cherrybrook Junior Rugby Club, Epping Rams i Gordon Juniors. Idąc w ślady ojca w latach 2000–2005 uczęszczał do Newington College, którego był – jednym z niewielu – potrójnym reprezentantem, przez trzy lata grał bowiem w pierwszej drużynie rugby, przez dwa występował w zespołach krykietowym i lekkoatletycznym, będąc kapitanem wszystkich trzech w ostatnim roku nauki. Grał na pozycji obrońcy i został wybrany do reprezentacji szkół zrzeszonych w Great Public Schools. Był również szkolnym mistrzem w lekkoatletyce w czterech kategoriach wiekowych, startował również w zawodach na szczeblu stanowym, a jego rekord w biegu na 110 metrów przez płotki utrzymał się przez pięć lat. Dwa lata z rzędu otrzymywał natomiast wyróżnienie dla najbardziej wszechstronnego sportowca szkoły.

## Kariera klubowa
Po ukończeniu szkoły związał się z lokalnym klubem Eastwood, w miarę możliwości pojawiając się w jego składzie również w późniejszych latach, wygrywając z zespołem Shute Shield w roku 2011. W tym samym czasie rozpoczął treningi w Akademii Waratahs i występował w drużynie „A” Nowej Południowej Walii, a postawa, którą w nich wykazał, przyniosła mu w kwietniu 2006 roku Chris Whitaker Aspiring Waratah Award. W drugiej połowie tego roku zadebiutował w barwach Waratahs z ławki rezerwowych w drugiej rundzie Australian Provincial Championship przeciwko Reds, po czym już w podstawowym składzie zagrał w trzeciej, ostatniej kolejce z Western Force. Następnie wziął udział w posezonowej wyprawie zespołu na Wyspy Brytyjskie, podczas której wystąpił we wszystkich czterech spotkaniach, pełniąc również rolę kopacza. Wysoka forma dała mu tzw. rookie contract na kolejny sezon.
Rok 2007 rozpoczął ponownie występami w zespole Akademii, otrzymał jednak szansę debiutu w Super 14, pojawił się bowiem w wyjściowym składzie w meczu ze Stormers. Utrzymał się w podstawowej piętnastce do końca sezonu i łącznie w ośmiu spotkaniach zdobył trzy przyłożenia, które uczyniły go liderem zespołu w tej klasyfikacji. Próbką jego możliwości było przyłożenie z meczu z Crusaders, gdy w solowym rajdzie w pokonanym polu zostawił takich zawodników jak Rico Gear, Stephen Brett i Leon MacDonald. Postawa, którą wykazał w meczach Super 14, przyniosła mu nagrodę dla objawienia tych rozgrywek (Rookie of the Year). Pomiędzy sierpniem a październikiem tego roku wziął udział w jedynym rozegranym sezonie rozgrywek Australian Rugby Championship będąc przydzielony do zespołu Western Sydney Rams. Zagrał w nim w ośmiu meczach, a jego zespół po zajęciu pierwszego miejsca w fazie grupowej doznał porażki w półfinale – a sam Turner pełnił w trakcie sezonu rolę kapitana występując także na pozycji obrońcy. Pomimo jeszcze rocznego obowiązywania dotychczasowej umowy z Waratahs, podpisał już wówczas nowy, w pełni zawodowy kontrakt ważny do końca 2011 roku.
Rok 2008 rozpoczął od występów w roli kopacza w meczach przedsezonowych, zaś już w pierwszym meczu sezonu zdobył dwa przyłożenia. Znalazł się w wyjściowym składzie zespołu we wszystkich trzynastu spotkaniach fazy zasadniczej oraz obu meczach fazy play-off. Sezon zakończył zaś tak, jak rozpoczął – dwoma przyłożeniami w finale rozgrywek, jednak Waratahs ulegli Crusaders 12–20. Wystąpił też we wszystkich spotkaniach kolejnych trzech sezonów, w pierwszym z nich przekraczając barierę 50 punktów, w drugim 50 meczów w Super 14, w trzecim zaś przymierzany był także do gry na pozycji środkowego ataku.
W 2011 roku przedłużył kontrakt z zespołem na kolejne dwa sezony, jednak jego passa 67 spotkań z rzędu w Super Rugby zakończyła się, na początku lutego 2012 roku zerwał bowiem ścięgna prawej nogi w przedsezonowym meczu przygotowawczym z Samoa. Pomimo zapowiedzi opuszczenia całego sezonu, po operacji i kilkumiesięcznej rehabilitacji powrócił do zespołu na dwie ostatnie rundy rozgrywek. Podobna sytuacja miała miejsce również w kolejnym sezonie – ponownie wystąpił tylko w dwóch spotkaniach Super Rugby, bowiem grając dla Eastwood złamał prawą nogę.
Operacja, w czasie której wstawiono mu w nogę śruby, trudna rehabilitacja, kończący się kontrakt i perspektywa walki o miejsce w składzie z Israelem Folau i powracającym do Waratahs Kurtleyem Beale spowodowała, iż zaczął rozważać opcję odejścia, mimo iż uważał się za „zawodnika jednego klubu”. Odrzucił wartą 300 tysięcy AUD ofertę irlandzkiego Munster i podpisał dwuletni kontrakt z Reds, mając zastąpić w tym zespole odchodzących Digby Ioane i Luke’a Morahana. Był to pierwszy tak spektakularny transfer z Nowej Południowej Walii do Queensland od czasu Chrisa Lathama sprzed piętnastu lat.
Trener Reds, Richard Graham, mając do dyspozycji takich skrzydłowych jak Dom Shipperley, Chris Feauai-Sautia i Rod Davies, postanowił wypróbować umiejętności Turnera na pozycji obrońcy.

## Kariera reprezentacyjna
Był stypendystą ogólnokrajowego programu Australian Institute of Sport. W 2003 roku został wybrany do stanowego zespołu U-16, zaś dwa lata później do drużyny U-18, z którą zdobył mistrzostwo kraju w tej kategorii wiekowej. Pociągnęło to za sobą powołanie do kadry Australian Schoolboys i wystąpił we wszystkich sześciu testmeczach rozegranych w 2005 roku – trzech w kraju i trzech podczas tournée do Europy. Rok później znalazł się w australijskiej reprezentacji U-19, która zwyciężyła w rozegranych w Dubaju mistrzostwach świata w tej kategorii wiekowej. Na tym turnieju zagrał w czterech z pięciu spotkań zdobywając dziewiętnaście punktów. Z wyjazdu na mistrzostwa świata z kadrą U-21 dwa miesiące później wyeliminowała go kontuzja kostki.
Dobre występy w lidze dały mu szansę na pierwszy kontakt z seniorskim poziomem reprezentacyjnym, który nastąpił w kadrze A podczas Pucharu Narodów Pacyfiku edycji 2007. Wystąpił wówczas w trzech z pięciu spotkań, w debiucie przeciw Tonga zdobył trzy przyłożenia, kolejne dołożył w meczu z Fidżi, dzięki czemu zwyciężył wraz z Ryanem Crossem w tej klasyfikacji. Pojawiły się wówczas opinie o możliwym, zupełnie niespodziewanym powołaniu zawodnika na Puchar Świata w Rugby 2007.
Na początku czerwca 2008 roku Robbie Deans ogłosił skład Wallabies po raz pierwszy umieszczając w nim Turnera. Zawodnika ominęły jednak pierwsze dwa testmecze, występował bowiem ponownie w kadrze A zaliczając dwa mecze w Pucharze Narodów Pacyfiku 2008 przeciw Tonga i Fidżi. Trzy przyłożenia w tym turnieju dały mu ex aequo czwartą lokatę w tej klasyfikacji, a łącznie z siedmioma zajmuje czwarte miejsce w historii tych zawodów.
postawa, którą zaprezentował grając w kadrze A, zaowocowała umieszczeniem go w meczowym składzie pierwszej reprezentacji w zastępstwie za kontuzjowanego Lote Tuqiri i zaliczył debiut w zamykającym pierwszą część sezonu spotkaniu przeciw Francji zostając 826. reprezentantem Australii. Nie znalazł się w składzie na Puchar Trzech Narodów 2008, lecz pod koniec roku wyleciał z kadrą do Europy, gdzie wystąpił w spotkaniu z Włochami oraz rozegranym na Wembley meczu przeciw Barbarians upamiętniającym turniej rugby union na Letnich Igrzyskach Olimpijskich 1908 w obydwu zdobywając po przyłożeniu.
Powołany na kolejny sezon reprezentacyjny rozpoczął go występem przeciw Barbarians goszczącym po raz pierwszy w Australii, a następnie we wszystkich trzech czerwcowych testmeczach – dwóch z Włochami i jednym z Francją. Stuprocentową obecność zaliczył także w Pucharze Trzech Narodów 2009, jednak podczas kończącego sezon tournée zagrał jedynie w dwóch spotkaniach przeciw brytyjskim zespołom Gloucester i Cardiff Blues.
Został pominięty w składzie na rozegrane w czerwcu 2010 roku cztery testmecze z powodu obecności takich zawodników jak Digby Ioane, Drew Mitchell, Adam Ashley-Cooper i James O’Connor, wystąpił jednak w obu meczach Australian Barbarians z Anglikom. Mający problemy z motywacją zawodnik mimo wyjazdu ze składem do RPA pojawił się jednak w barwach Wallabies po roku przerwy dopiero w ostatnim spotkaniu Pucharu Trzech Narodów z powodu kontuzji Petera Hynesa i Camerona Shepherda i przeciw Nowej Zelandii zdobył wyróżnienie dla gracza meczu. Wyjechał następnie na listopadową wyprawę do Europy, gdzie prócz testmeczów z Włochami i Francją, ponownie zagrał w dwóch spotkaniach przeciw drużynom klubowym – Leicester Tigers i Munster.
W tym samym roku został wytypowany do australijskiej reprezentacji rugby siedmioosobowego w perspektywie zbliżającego się turnieju rugby 7 na Igrzyskach Wspólnoty Narodów 2010. Ostatnim sprawdzianem kadry przed tym turniejem były Mistrzostwa Oceanii w Rugby 7 Mężczyzn 2010, w których zwyciężyli pokonując w finale ówczesnych triumfatorów IRB Sevens World Series, Samoańczyków. W Nowym Delhi Australijczycy odnieśli historyczny sukces zdobywając srebrny medal, złoto przypadło zaś triumfatorom wszystkich dotychczasowych edycji rugby 7 na Igrzyskach Wspólnoty Narodów, Nowozelandczykom.
Mimo powołania do kadry na pierwszą część sezonu 2011 nie pojawił się na boisku w żadnym ze spotkań, choć podróżował z zespołem i znajdował się w meczowych składach. Wystąpił natomiast w meczu Australian Barbarians przeciwko Kanadzie. Początkowo nie znalazł się także w gronie trzydziestu zawodników wybranych przez Robbiego Deansa na Puchar Świata 2011, dołączył jednak do składu po kontuzji Drew Mitchella, choć nie pojawił się następnie w żadnym meczu zakończonego na trzeciej pozycji turnieju. Sezon zakończył wyjazdem na dwumeczowe minitournée do Europy – Australijczycy pokonali zarówno Walijczyków, jak i Barbarians, a Turner w meczach tych zdobył trzy przyłożenia.
Pomimo powołań na zgrupowania kadry nie znalazł się w meczowych składach w sezonie 2012, zaś rok później nie figurował nawet w szerokim składzie reprezentacji.

## Osiągnięcia
- Puchar świata w rugby – 3. miejsce: 2011
- Mistrzostwa świata U-19 – 1. miejsce: 2006
- Igrzyska Wspólnoty Narodów – 2. miejsce: 2010
- Shute Shield – 2011
- Super 14 Rookie of the Year – 2007

## Varia
- W 2010 roku zwyciężył w rozgrywanym pod patronatem Usaina Bolta biegu na 100 metrów, który miał wyłonić najszybszego futbolistę w Australii[143][144].
- Studiuje International Sports Management na Southern Cross University[145].